# 原龍三郎
原 龍三郎（はら りゅうざぶろう、1888年7月15日 - 1968年12月30日）は、日本の応用化学者。工学博士。東北帝国大学工学部名誉教授。文化功労者、日本学士院会員。日本化学会名誉会員。

## 来歴
先祖は金沢の士族、父が飯田の中学校長在任中に生れた。一高を経て1913年東京帝国大学応用化学科卒。九州帝国大学講師、1914年助教授、1917年新設の東北帝国大学工学部に転じ、1922年教授。1925年東北大学工学博士　「青化水素及其ノ「ナトリウム」塩ニ関スル研究」 。 
1947年健康上の理由から定年に2年先立って退官。
初期における研究の中心は窒素固定に関連する。青化物に関するもの、とくに青化水素の物理化学的性質についての精緻を極めた研究は特筆に値する。我国ソーダ工業のために考案した液体アンモニアソーダ法の開発（1932年）は、食塩の夾雑物がこの溶液に溶け難い点を利用して十度の高い製品が得られるにもかかわらず、牧山工場で試験された後、工業化までは至たらなかった。
1944年東北帝国大学に設置された非水溶液科学研究所の初代所長となる。彼は研究と教育に厳しい態度をとったが、その見識もまた高く、接する者の多くから慕われた。東北大学総長に推されても受けようとせず、1955年に日本化学会長に再び推挙されたときもこれを固辞した。1957年日本学士院会員、1963年文化功労者、1964年日本化学会名誉会員。
墓所は仙台輪王寺にある。

## 略歴
- 1913年：東京帝国大学工科大学応用化学科卒業
- 1913年：九州帝国大学工科大学講師
- 1914年：九州帝国大学工科大学助教授
- 1917年：東北帝国大学理科大学助教授
- 1919年：東北帝国大学工学部助教授
- 1922年：東北帝国大学工学部教授
- 1947年：東北帝国大学退官